# Kremlin Cup 2009
Il Kremlin Cup 2009 è stato un torneo di tennis giocato sul cemento indoor. È stata la 20ª edizione del torneo maschile che fa parte della categoria ATP World Tour 250 series nell'ambito dell'ATP World Tour 2009 e la 14ª del torneo femminile che fa parte della categoria Premier nell'ambito del WTA Tour 2009. Il torneo si è giocato allo Stadio Olimpico di Mosca, in Russia, dal 17 al 25 ottobre 2009.

## Partecipanti ATP

### Teste di serie
| Nazionalità | Giocatore          | Ranking1 | Testa di serie |
| ----------- | ------------------ | -------- | -------------- |
| Russia      | Nikolaj Davydenko  | 8        | 1              |
| Croazia     | Marin Čilić        | 13       | 2              |
| Romania     | Victor Hănescu     | 27       | 3              |
| Russia      | Michail Južnyj     | 32       | 4              |
| Francia     | Paul-Henri Mathieu | 35       | 5              |
| Russia      | Igor' Andreev      | 40       | 6              |
| Uruguay     | Pablo Cuevas       | 45       | 7              |
| Serbia      | Janko Tipsarević   | 46       | 8              |

- 1Ranking al 12 ottobre 2009

### Altri partecipanti
Giocatori che hanno ricevuto una Wild card:
- Evgenij Donskoj
- Andrej Kuznecov
- Michail Birjukov

Giocatori passati dalle qualificazioni:

- Nicolas Kiefer
- Michail Kukuškin
- Illja Marčenko
- Serhij Stachovs'kyj

## Partecipanti WTA

### Teste di serie
| Nazionalità | Giocatore           | Ranking1 | Testa di serie |
| ----------- | ------------------- | -------- | -------------- |
| Russia      | Vera Zvonarëva      | 7        | 1              |
| Serbia      | Jelena Janković     | 9        | 2              |
| Polonia     | Agnieszka Radwańska | 10       | 3              |
| Italia      | Flavia Pennetta     | 11       | 4              |
| Russia      | Nadia Petrova       | 17       | 5              |
| Russia      | Elena Vesnina       | 22       | 6              |
| Italia      | Francesca Schiavone | 26       | 7              |
| Russia      | Alisa Klejbanova    | 27       | 8              |

- 1Ranking al 15 ottobre 2009

### Altre partecipanti
Giocatrici che hanno ricevuto una Wild card:
- Ksenija Pervak
- Yana Buchina

Giocatrici passate dalle qualificazioni:

- Nuria Llagostera Vives
- Cvetana Pironkova
- Evgenija Rodina
- Galina Voskoboeva

## Campioni

### Singolare maschile
Michail Južnyj ha battuto in finale  Janko Tipsarević con il punteggio di 6(5)–7, 6–0, 6–4
- Per Youzhny è il 1º titolo dell'anno, e il 5° della sua carriera.

### Singolare femminile
Francesca Schiavone ha battuto in finale  Ol'ga Govorcova con il punteggio di 6–3, 6–0
- Per la Schiavone è il 1º titolo dell'anno, la prima Kremlin Cup dopo la finale nel 2003, e il 2° della sua carriera dopo il Gastein Ladies 2007.[1]

### Doppio maschile
Pablo Cuevas /  Marcel Granollers hanno battuto in finale  František Čermák /  Michal Mertiňák con il punteggio di 4–6, 7–5, [10-8]

### Doppio femminile
Marija Kirilenko /  Nadia Petrova hanno battuto in finale  Marija Kondrat'eva /  Klára Zakopalová con il punteggio di 6–2, 6–2